# Seriekondensator

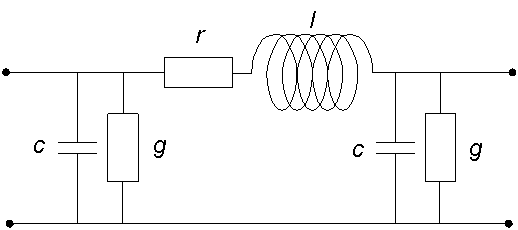
Ekvivalent kretsschema för en lång kraftledning.
r = serieresistans (ledningens egen resistans)
l = serieinduktans (ledningens egen induktans)
c = shuntkapacitans (ledningens kapacitans mot jord)
g = shuntresistans (läckströmmar i isolation)

Seriekondensator är en elektrisk apparat som finns i långa högspänningsledningar för att minska det reaktiva motståndet som uppstår som följd av att ledningen fungerar som en serieinduktans (l i bilden). Genom att den fasvridning som kondensatorns kapacitans medför motverkar fasvridningen från ledningens egen induktans minskar den "onyttiga" ström, och därmed effektförlust, som pendlar i kraftledningen på grund av fasskillnaden mellan ström och spänning — därmed ökar överföringsförmågan av nyttig effekt.